# Braj
Braj is een Indo-Arische taal die wordt gesproken in de Braj-regio in Uttar Pradesh, rond Mathura. Samen met het Awadhi was het een van de twee overheersende literaire talen van Noord--India voordat het geleidelijk samensmolt en bijdroeg aan de ontwikkeling van StandaardHindi in de 19e eeuw. Het wordt tegenwoordig gesproken in veel districten van West-Uttar Pradesh.